# 東京都立府中西高等学校
東京都立府中西高等学校（とうきょうとりつ ふちゅうにしこうとうがっこう）は、東京都府中市日新町四丁目にある東京都立高等学校である。
学校公式の略称は「府西（ふにし）」。教育目標は「人間愛・自由・責任」。合唱部は都内有数の強豪として有名で、「合唱の府中西」として知られている。

## 沿革
- 1969年（昭和44年）
  - 11月1日：東京都立府中東高等学校内に開設事務所を設置、開校準備を開始[4]。
  - 12月20日：東京都条例により、東京都立府中西高等学校を日新町4丁目6-7に設立[4]。
- 1975年（昭和50年）
  - 1月13日：校章を制定[4]。
  - 1月20日：制服を制定[4]。
  - 1月29日：校旗を制定[4]。
  - 3月25日：校舎建設第1期工事が完了[4]。
  - 3月28日：現在地へ移転[4]。
  - 4月8日：第1回入学式を府中市民会館にて開催[4]。
  - 12月25日：校舎建設第2期工事が完了[4]。
- 1976年（昭和51年）
  - 3月13日：開校記念式典を開催[4]。
  - 11月1日：開校記念日を制定[4]。
- 1977年（昭和52年）
  - 2月7日：校歌制定、発表会を府中市民会館にて開催[4]。
- 1978年（昭和53年）
  - 3月14日：第1回卒業式を本校体育館にて開催[4]。
- [[[1984年]]（昭和59年）11月10日：開校10周年記念式典を開催[4]。
- 1995年（平成7年）3月15日：開校20周年記念誌を発行[4]。
- 2003年（平成15年）4月 -「ITを活用した教育推進校」に指定される。
- 2004年（平成16年）11月20日：開校30周年記念式典を開催[4]。
- 2006年（平成18年）4月 -「IT教育普及支援校」に指定される。
- 2014年（平成26年）11月22日：開校40周年記念式典を開催[4]。

## 設置課程
- 全日制課程
  - 普通科

## 学校生活

### 学園祭
- 毎年9月に「陽光祭（ようこうさい）」として開催される。

### 部活動
女子バレーボール部、女子ハンドボール部、男子ハンドボール部、女子バスケットボール部が関東大会に出場。他にラグビー部が大学・社会人ラグビーで活躍するOBを多数輩出し、都大会10人制でも毎年優勝を果たしている。
硬式野球部が2006年度第88回全国高校野球選手権大会西東京大会でベスト16（都立高は3校のみ）。

#### 合唱部
合唱部の強豪として知られ、全国大会にも数多く入賞している。NHK全国学校音楽コンクールでは全国大会や関東甲信越大会出場の常連である。また、2019年7月にはNHK『沼にハマってきいてみた』に合唱部が出演するなど、マスメディアとのコラボレーション企画への参加も多い。この他、全日本合唱コンクールでも全国大会出場を何回も果たしている。
- NHK全国学校音楽コンクール受賞歴
  - 第53回大会（1986年度）、第60回大会（1993年度） - 銅賞
  - 第58回大会（1991年度）、第59回大会（1992年度）、第61回大会（1994年度） - 銀賞
  - 第73回大会（2006年度）では、都立高校勢として9年ぶりに全国大会へ出場した。

## 交通アクセス
- 鉄道：東日本旅客鉄道（JR東日本）南武線西府駅から徒歩15分[1]。
- バス：京王バス - 国18「府中西高校入口」下車、徒歩1分[1]。

## 関係者

### 著名な出身者
- 音乃いづみ - 元宝塚歌劇団宙組娘役
- 半田美和子 - 声楽家（ソプラノ）
- 望月哲也 - 声楽家（テノール）
- 飯島均 - ラグビー選手・指導者、元三洋電機ワイルドナイツ監督
- 佐山善則 - メカデザイナー
- 庄子知美 - タレント
- 安めぐみ - タレント（中退）
- 岩岡万梨恵 - カーレーサー

### 教職員
- 伊達昌司 - 元同校教員・野球指導者、元プロ野球選手